# Erucastrum abyssinicum
Erucastrum abyssinicum là một loài thực vật có hoa trong họ Cải. Loài này được (A.Rich.) O.E.Schulz mô tả khoa học đầu tiên năm 1916.